# Габор Коша
Габор Коша (роден на 31 януари 1971 г.) е унгарски историк на религиите, доцент във Факултета по хуманитарни науки на Университета „Етвьош Лоранд“, катедра „Китаистика“..

## Кариера
Роден в Будапеща, Габор Коша има магистърски степени по английски език (1995 г.) от Факултета по англицистика и американистика към Факултета по хуманитарни науки на ЕЛТЕ, китайски език (1997 г.) и религиозни изследвания (2011 г.). През 2006 г. защитава докторската си дисертация на тема „Терминологичен анализ на китайски текстове, свързани с манихейството“ (на унгарски: A manicheizmussal kapcsolatos kínai nyelvű szövegek terminológiai elemzése).
Между 1999 г. и 2008 г. той преподава в будисткия колеж „Дхарма гейт“. От 2009 г. работи в университета Eötvös Loránd, в момента като доцент.
Коша получава постдокторантска стипендия от Японското дружество за насърчаване на науката (JSPS, 2008 – 2009 г.) и от тайванската фондация Chiang Ching-kuo за международен научен обмен (2010 – 2012 г.). През 2014 – 2015 г. е стипендиант на EURIAS в Центъра за изследвания в областта на изкуствата, социалните и хуманитарните науки (CRASSH), Кеймбриджки университет, а през 2020 – 21 г. е член на Роджър Е. Кови по източноазиатски изследвания в Института за напреднали изследвания (IAS, Принстън).
Член е на изследователската група „Пътят на коприната“ в университета ELTE, партньор е на изследователя в проекта на Австралийския изследователски съвет, озаглавен „Манихейски литургични текстове и практики от Египет до Китай“, един от редакторите на унгарското списание, озаглавено Távol-keleti Tanulmányok (Източноазиатски изследвания), от 2019 г. е главен редактор на Acta Orientalia Academiae Scientiarum Hungaricae. Той е член на Комитета по ориенталистика към Унгарската академия на науките.
Основната му изследователска област включва китайската митология, древните китайски шамански практики и китайското манихейство.